# 토머스 핑크니
토머스 핑크니(Thomas Pinckney, 1750년 10월 23일~1828년 11월 2일)은 미합중국의 군인, 정치인, 외교관이다.

## 생애
핑크니는 1750년 사우스캐롤라이나 식민지 찰스턴에서 태어났다. 토마스 핑크니의 아버지는 찰스 핑크니(Charles Pinckney, 1699-1758), 어머니는 엘리자베스 루카스 (Elizabeth Lucas, 1722-1793)였다. 핑크니는 영국의 웨스트 민스터 스쿨에서 공부했고, 옥스포드 대학을 졸업했다. 핑크니 그때 프랑스 군사 대학에서 1년을 보냈고, 이어 런던의 법학 연구원 이너 템플에서 법률을 배웠다. 핑크니는 1774년 변호사 인가를 받아 고향 찰스턴에서 변호사를 개업했다.

### 미국독립전쟁
핑크니는 1775년에서 1781년까지 미국 독립 전쟁에 참가했다. 핑크니는 1775년에 대륙군 제1연대에서 공병 대위가 되었고, 1778년 플로리다에서 전략 소령이 되었다. 1778년에서 1779년까지 벤자민 링컨 장군의 밑에 일을 하였고, 1780년부터는 찰스턴 방어를 맡았다. 핑크니는 캠던 전투에서 부상을 당해 영국군에 일시 포로로 잡혔다.

### 주지사
1787년에서 1789년까지 사우스캐롤라이나주 주지사를 역임했다. 핑크니는 1788년 5월에 사우스캐롤라이나의 헌법 비준 회의에서 의장을 맡아 국가로서 미국 헌법을 승인할지 여부를 논의했다. 1791년에 사우스캐롤라이나 하원 의원을 지냈다.

### 외교관
1792년 1월 12일에 영국 주재 전권 공사로 임명되었다. 같은 해 8월 9일에 영국 국왕 조지 3세로부터 신임장을 받아서 부임했다. 4년 후 1796년 7월 27일에 소환될 때까지 영국 주재 공사를 맡았다.
1794년 11월 24일에 스페인 특사로 임명을 받아 1795년 11월까지 스페인과의 조약 협상을 담당했다. 핑크니는 조약 협상에서 스페인에게 상당한 양보를 이끌어내는데 성공했다. 북아메리카 대륙에 있는 스페인 영토(스페인령 플로리다, 스페인령 루이지애나)와 미국 영토 사이의 국경선을 명확히 규정하고, 부가적으로 미시시피강 자유항해권과 하구의 뉴올리언스 항구의 물자 구입권을 인정받았다.(핑크니 조약).

### 상하원
1797년 11월 23일부터 1801년 3월 3일까지 4년간 연방 하원 의원을 지냈다. 윌리엄 스미스의 사임에 따라 결원 충당으로 선임되어 제5대 의회 도중부터 참가했다. 이어 제6대 의회에도 재선했다.
연방 하원에서 1798년에 테네시 선출 상원 의원 윌리엄 브라운트의 탄핵 절차를 진행하는 위원을 맡았다. 핑크니는 연방의 정책을 지지했지만, 외국인-치안 제법에 대해서는 반대표를 던졌다. 핑크니는 프랑스와의 전쟁은 원하지 않는다고 주장했다.

### 미영전쟁
핑크니는 1812년 미영 전쟁에 소장으로 참여했다.

### 만년
핑크니는 1825년부터 1828년 사망할 때까지 신시내티 협회 회장을 지냈다. 1828년 11월 2일, 핑크니는 찰스턴에서 사망했다. 핑크니의 시신은 찰스턴 시내 세인트 필립 묘지에 매장되었다.

## 가족
형제로는 찰스 코츠워스 핑크니가 있고, 사촌은 찰스 핑크니는 미국 헌법의 서명자였다.
핑크니는 1779년 7월 22일에 엘리자베스 모트(Elizabeth Motte, 1762-1794)와 결혼했다. 두 사람 사이에는 다음 아이가 태어났다.
- 토머스 핑크니(Thomas Pinckney, 1780-1842)
- 에드워드 러틀리지 핑크니(Edward Rutledge Pinckney, 1782 -?)
- 해리엇 루커스 핑크니(Harriett Lucas Pinckney, 1784-1824)
- 엘리자베스 브루턴 핑크니(Elizabeth Brewton Pinckney, 1786-1857)
- 리베카 모트 핑크니(Rebecca Motte Pinckney, 1788-1797)
- 프랜시스 코츠워스 핑크니(Charles Cotesworth Pinckney, 1789-1865)
- 메리 핑크니(Mary Pinckney, 1790 -?)

핑크니는 1797년 10월 19일에 프랜시스 모트(Elizabeth Motte, 1763-1843)와 재혼했다. 두 사람 사이에 아이를 갖지 않았다.

## 역대 선거 결과
| 선거명        | 직책명                                | 대수 | 정당       | 득표율  | 득표수 (선거인단) | 결과 | 당락                             |
| ------------- | ------------------------------------- | ---- | ---------- | ------- | ----------------- | ---- | -------------------------------- |
| 1787년 선거   | 사우스캐롤라이나 주지사               | 36대 | 연방주의당 | 100.00% | 26,520표          | 1위  | 사우스캐롤라이나 주지사 당선     |
| 1796년 선거   | 미국의 부통령                         | 2대  | 연방당     | 28.78%  | 59표              | 2위  | 낙선                             |
| 1796년 선거   | 미국의 대통령                         | 2대  | 연방당     | 21.38%  | 0표 (59명)        | 3위  | 낙선                             |
| 1797년 재선거 | 하원의원 (사우스캐롤라이나 제1선거구) | 5대  | 연방당     | 100.00% | 337표             | 1위  | 사우스캐롤라이나주 하원의원 당선 |
| 1798년 선거   | 하원의원 (사우스캐롤라이나 제1선거구) | 6대  | 연방당     | 100.00% | 945표             | 1위  | 사우스캐롤라이나주 하원의원 당선 |
| 1802년 선거   | 사우스캐롤라이나 주지사               | 41대 | 연방당     | 1.43%   | 2표               | 4위  | 낙선                             |